# L'oro di Scampia
L'oro di Scampia è un film italiano del 2013 diretto da Marco Pontecorvo.

## Trama
La trama del film è liberamente ispirata al libro La mia vita sportiva scritto da Gianni Maddaloni: si tratta della storia del campione olimpico di judo a Sydney 2000, Pino Maddaloni (nel film Toni Capuano, interpretato da Gianluca Di Gennaro) e di suo padre Giovanni (nel film Enzo, interpretato da Giuseppe Fiorello) che gestisce una struttura sportiva nel cuore di Scampia, allenando i ragazzi del quartiere.
Enzo fa di tutto per poter salvare alcuni dei tanti ragazzi che finiscono in strada a delinquere. Uno di questi è Sasà che, dopo essere stato inseguito da un agente in borghese, trova in primo luogo rifugio nella palestra di Enzo e in un secondo momento decide di cambiare vita, specie quando un suo amico lo deride alle spalle davanti agli altri. Iniziando a frequentare Enzo e la sua palestra, Sasà si inserisce e stringe amicizia con Toni, dapprima suo nemico. Anche Leda viene fatta inserire nella palestra di Enzo. Quest'ultima è una ragazza sfruttata dalla zia e viene aiutata dallo stesso agente che aveva inseguito Sasà all'inizio del film.
La vicenda si conclude con la morte di Sasà, che viene decisa dagli stessi ragazzi che egli frequentava all'inizio del film, come rivalsa nei confronti di Enzo e della sua palestra.
Nelle scene finali del film, Toni Capuano vince la medaglia d'oro ai Giochi Olimpici di Judo, contro il brasiliano Tiago Camilo (interpretato da Marco Maddaloni) e dedica la vittoria a suo padre ed al quartiere di Scampia, un quartiere dove non tutti fanno per forza le scelte sbagliate e dove lo sport può dare una seconda chance a tutti.

## Uscita nelle sale
Uscito nelle sale il 10 ottobre 2013 è andato in onda su Rai 1 il 10 febbraio 2014 totalizzando 6.802.000 telespettatori e il 23,85% di share.